# 恋 (古内東子のアルバム)
『恋』（こい）は、古内東子6枚目のアルバム。1997年8月21日にソニー・レコードからリリースされた（SRCL 4032）。

## 解説
自身として最高のオリコンアルバムチャート2位を獲得（1位は大黒摩季の『POWER OF DREAMS』）。ピクチャーレーベル仕様。

## 収録曲
作詞・作曲・ボーカルアレンジ：古内東子　編曲:小松秀行
1. 悲しいうわさ
2. ブレーキ
3. 大丈夫（remix）
4. 月明かり
5. そして二人は恋をした
6. ケンカ（album version）
「宝物」のカップリング曲。
7. どれくらい
8. 余計につらくなるよ
  - 角川書店「夏文庫100キャンペーン」CMソング
9. いそがないで
  - ツツミCMソング
10. 宝物（album version）

## 参加ミュージシャン
- Drums:佐野康夫
- Bass:小松秀行
- E.Guitar:石成正人
- Percussions:三沢またろう
- A.Piano:中西康晴（1,2,3,5,6,9,10）、島健（4,7,8）
- E.Piano:中西康晴（1,2,3,5,6,9,10）、草間信一（1,2,4,7,10）
- Synthesizer:草間信一（1,2,4,7,10）
- A.Guitar:吉川忠英（6）
- Trumpet:小林正弘（1,2,3,6,9,10）
- Trombone:村田陽一（1,2,9）、清岡太郎（3,6,10）
- Saxophone:小池修（1,2,9）、山本拓夫（3,6,10）
- Vibraphone:清水一登（3）
- Organ:須川光（8）
- Bells:古内東子
- Strinngs:桑野Strings（3,9）
- Male Vocals:（6）佐野康夫、石成正人、草間信一、小松秀行